# María Magdalena de la Encarnación
María Magdalena de la Encarnación (Porto Santo Stefano, 16 de abril de 1770-Roma, 29 de noviembre de 1824), o según su nombre secular Caterina Sordini, fue una religiosa católica italiana, fundadora de la Orden de las Adoratrices Perpetuas del Santísimo Sacramento. Fue beatificada por el papa Benedicto XVI el 3 de mayo de 2008.

## Biografía
Caterina Sordini nació en Porto Santo Stefano, en el seno de familia cristiana y acomodada. Allí pasó los primeros años de su infancia. Con dieciséis años de edad entró en el monasterio de los Santos Felipe y Santiago de Ischia di Castro (Viterbo) de las terciarias franciscanas. Con 19 años profesó los primeros votos y tomó el nombre de María Magdalena de la Encarnación.
En 1802, fue elegida abadesa del monasterio. En su cargo se empeñó por reforzar la vida de pobreza y de penitencia en las monjas. Bajo la dirección espiritual de Giovanni Baldeschi, la nueva abadesa fue dando un tinte particular a la vida monástica, encaminádola hacia la adoración perpetua del Santísimo Sacramento.
En 1807 María Magdalena dejó el convento de Ischia di Castro y se dedicó a la elaboración de una regla de vida propia con el fin de fundar una nueva orden monástica, cuyo carisma se encarnara en la adoración perpetua. Con el consentimiento del papa Pío VII se estableció en Roma y en el antiguo convento de los Carmelitas descalzos de Quattro Fontane fundó el nuevo instituto. Durante el tiempo de la invasión napoleónica de Roma, las monjas fueron expulsadas de su convento y obligadas a buscar refugio en Toscana. Al finalizar el sitio de Roma, la Orden regresó a su monasterio en 1814, recibiendo la aprobación definitiva de Pío VII en 1818. El 29 de noviembre de 1829, María Magdalena murió en Roma y fue sepultada en la iglesia de Santa Anna al Quirinale.

## Culto
María Magdalena de la Encarnación fue declarada venerable el 24 de abril de 2001, por el papa Juan Pablo II y beatificada por Benedicto XVI el 3 de mayo de 2008. Sus reliquias se veneran en una capilla dedicada a ella, en el monasterio de las Adoratrices Perpetuas del Santísimo Sacramento en Roma. La Iglesia católica celebra su memoria litúrgica el 29 de noviembre.